# Dair Mar Elia

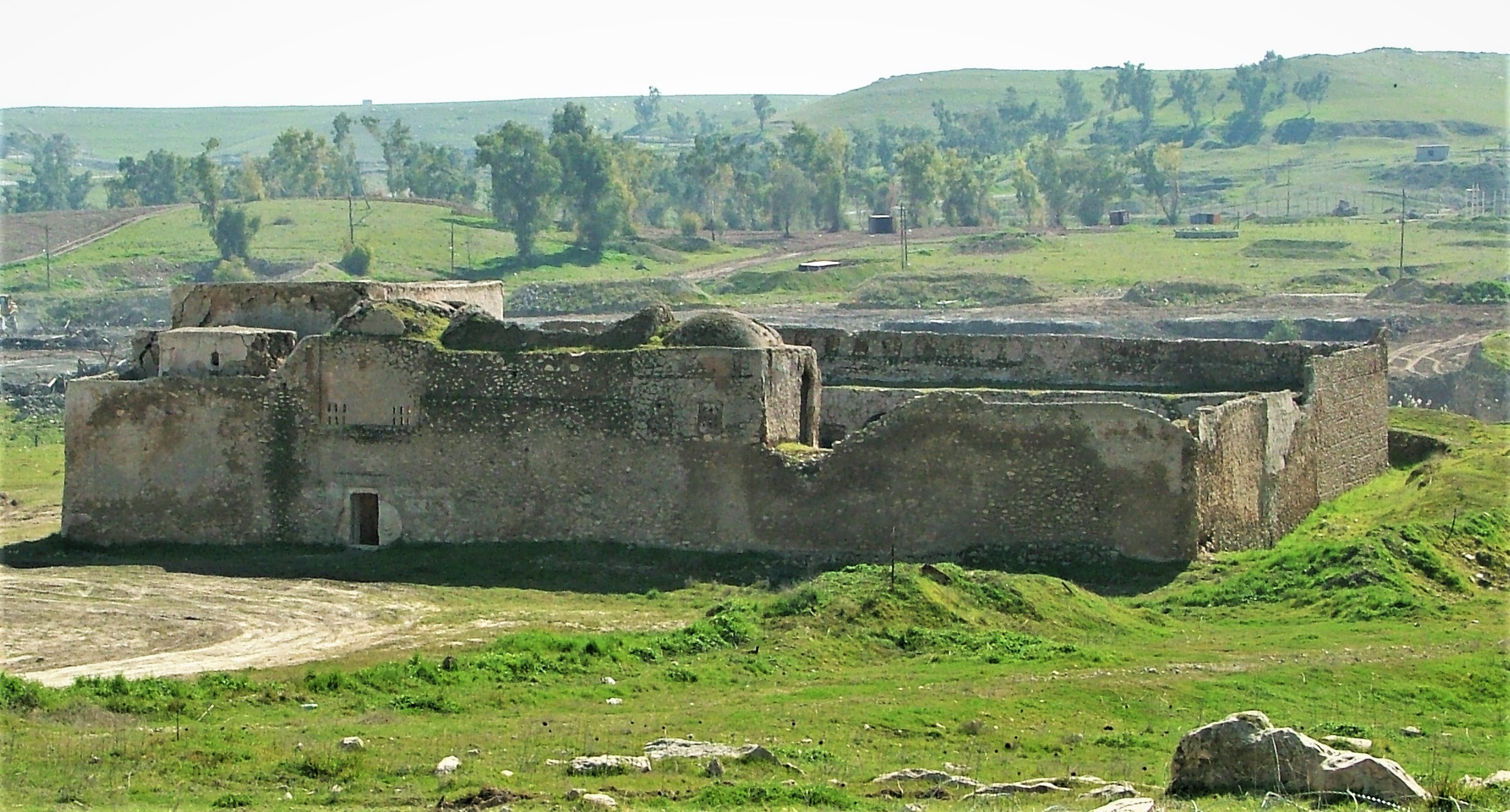
Sankt-Elias-Kloster im Februar 2005

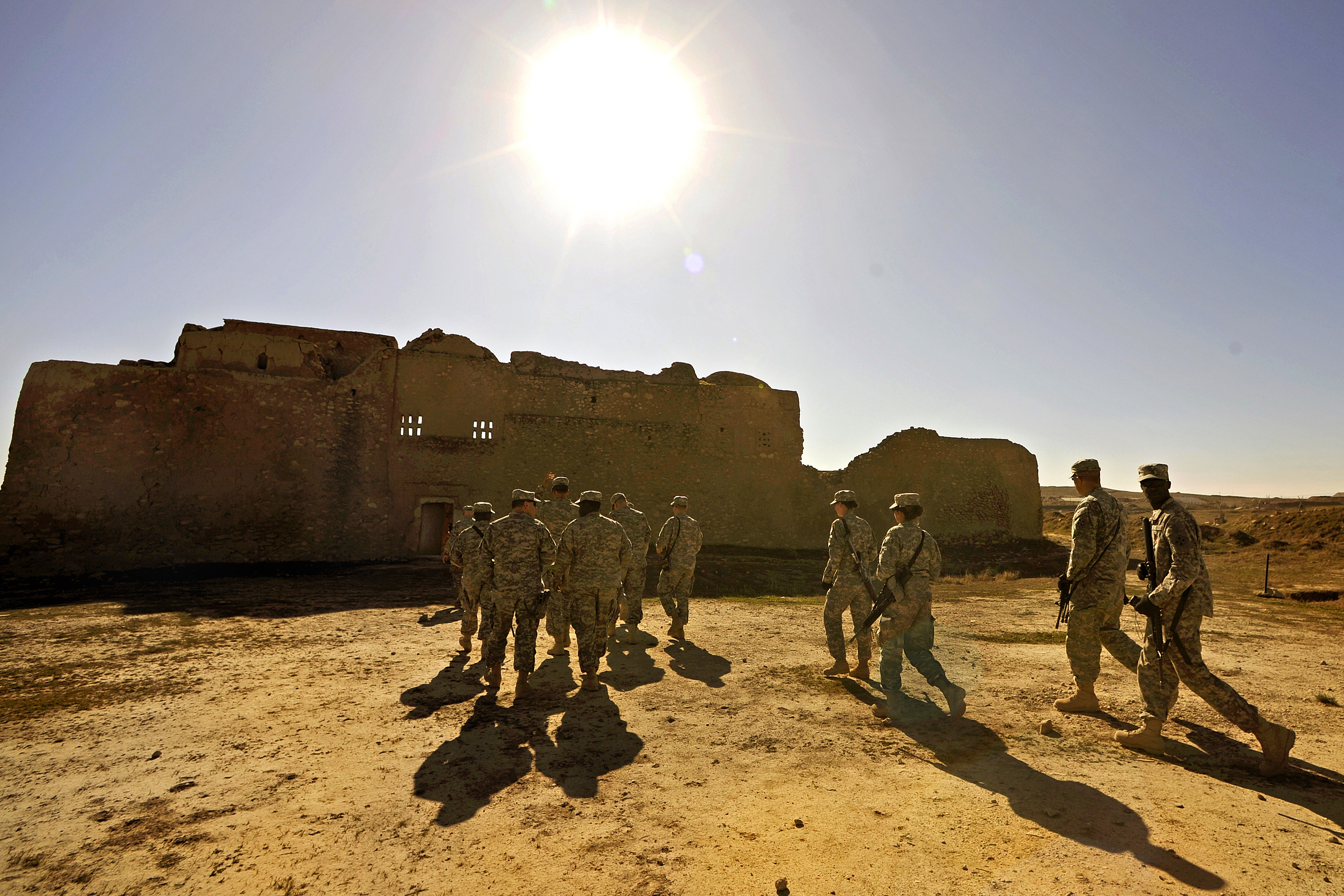
US-amerikanische Soldaten vor dem Kloster (2009)

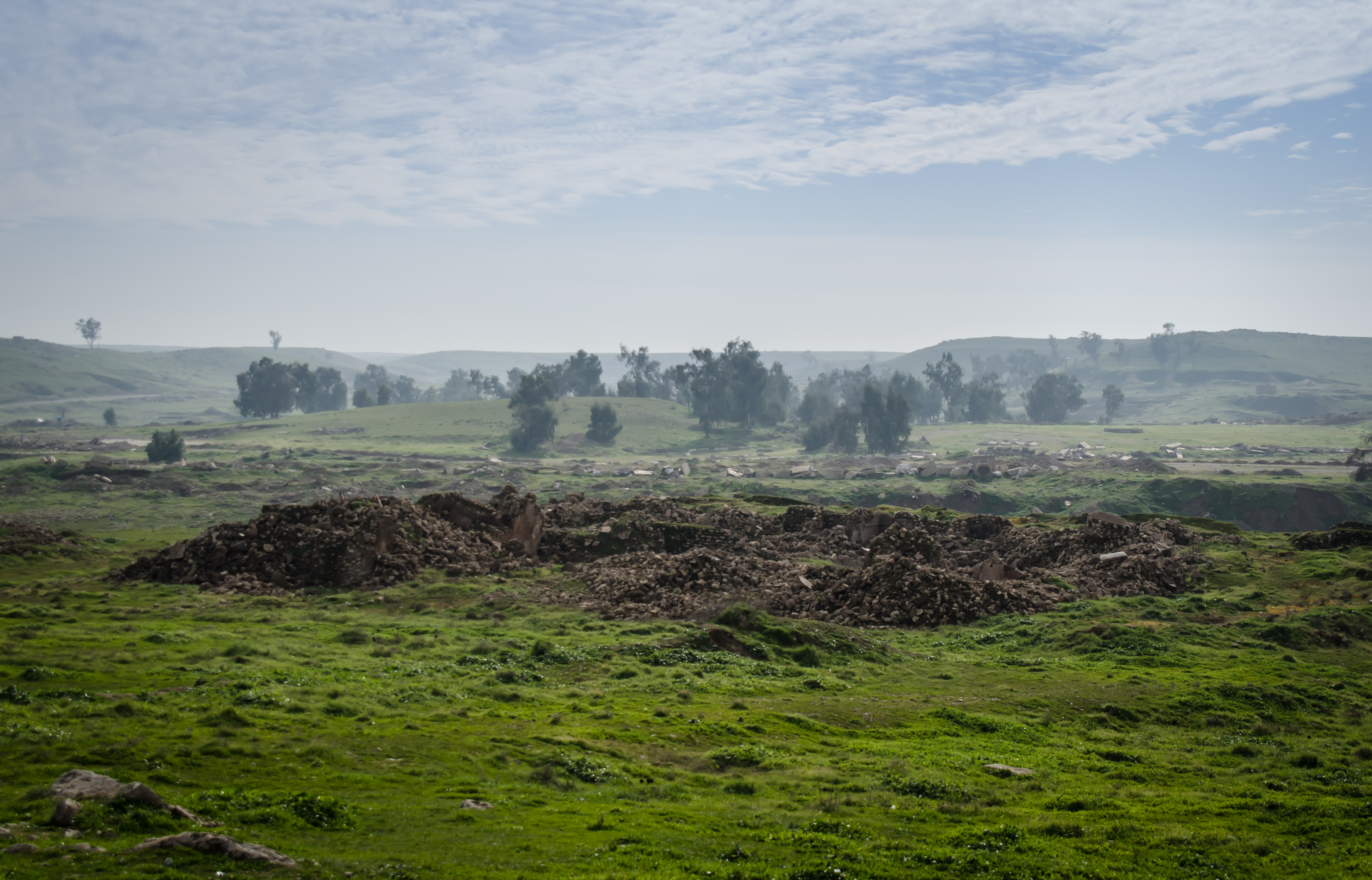
Dair Mar Elia (Januar 2019)

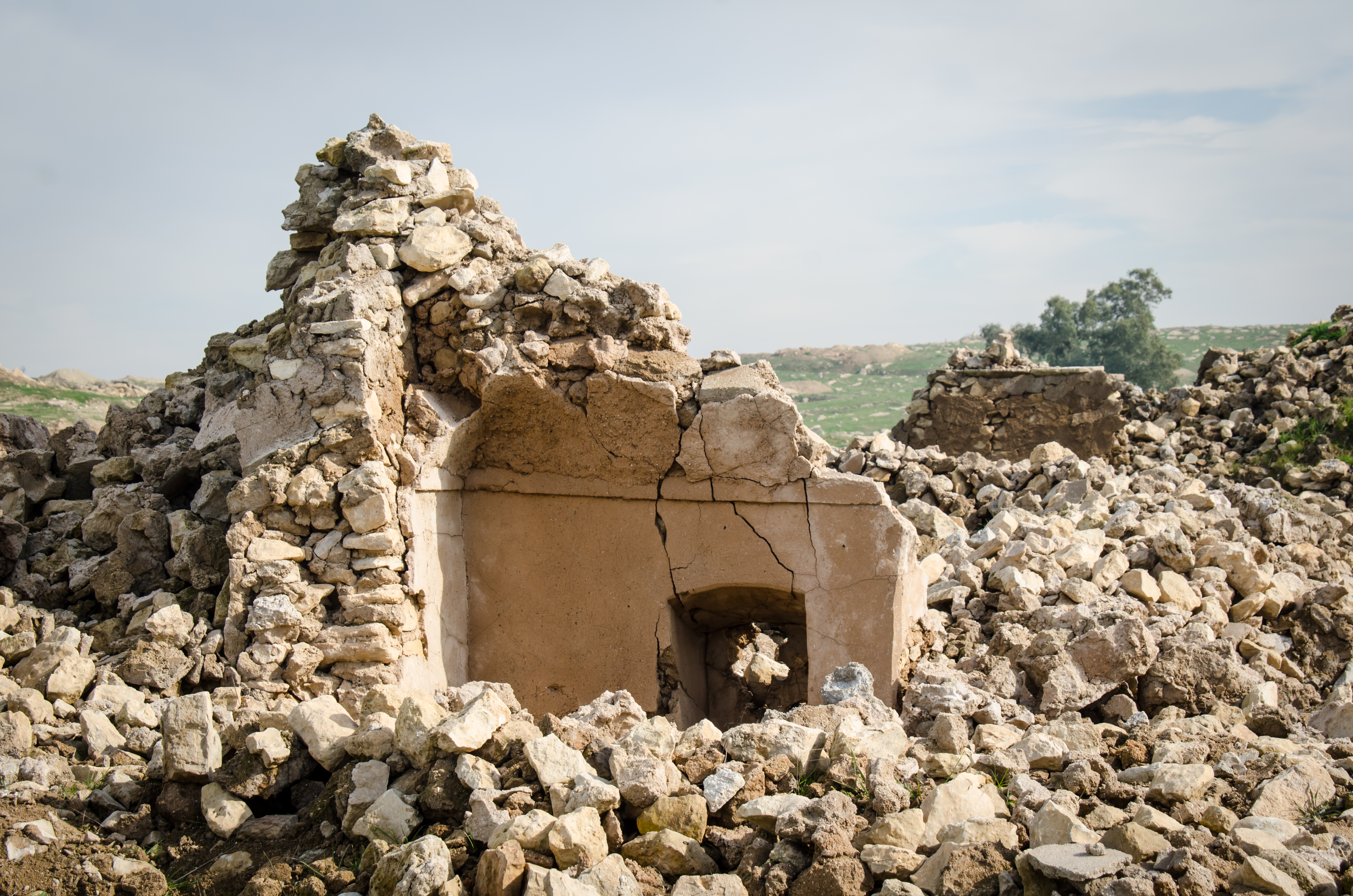
Dair Mar Elia (Januar 2019)

Dair Mar Elia (reichsaramäisch ܕܝܪܐ ܕܡܪܝ ܐܝܠܝܐ, arabisch دير مار إيليا, DMG Dair Mār Īliyā), bekannt als Sankt-Elias-Kloster, war ein christliches Kloster aus dem 6. Jahrhundert, das vermutlich im Jahre 2014 von Islamisten zerstört wurde. Es war das älteste seiner Art im Irak und befand sich im Gouvernement Ninive etwas südlich von Mossul.
Das Kloster wurde um 595 von Mar Elia gegründet, einem aramäischen Mönch, der erst in al-Hira und dann im großen Kloster am Berg Ezla bei Nusaybin in der heutigen Türkei studierte. Das Kloster wurde später von den Chaldäern beansprucht. Es war das Zentrum der regionalen christlichen Gemeinde, und über die Jahrhunderte besuchten Tausende Christen das Kloster, um den Feiertag Mar Elia zu begehen, der auf den letzten Mittwoch im November fällt.
Das Kloster wurde im 17. Jahrhundert unter Hurmizd Alquschnaya renoviert. 1743 ordnete der persische Führer Tahmaz Nader Schah die Zerstörung des Klosters und die Ermordung der dort lebenden 150 Mönche an.
Das Kloster lag bis zum Beginn des 20. Jahrhunderts in Ruinen, als einige Restaurierungen an wenigen Hallen und Räumen fertiggestellt wurden. Während des Ersten Weltkriegs und des Völkermords an den Aramäern im Osmanischen Reich war Dair Mar Elia ein Zufluchtsort, was zum Wiederaufbau eines Teils der Stätte führte.
Nach dem Irakkrieg 2003 lag die Stätte innerhalb der Forward Operating Base Marez, US-amerikanische Einheiten begannen, die Stätte zu besichtigen. Nachdem sie von der sich zurückziehenden Irakischen Republikanischen Garde geräumt wurde, übernahm die 101. US-Luftlandedivision die Verantwortung für das Gebiet. Später führte die 94th Engineer Battalion eine topografische Vermessung des Klosters durch. Dair Mar Elia wurde eingezäunt, um die Stätte sowie Militärseelsorger bei ihren Touren auf den Ruinen zu schützen. Diese Aktionen waren Teil einer langanhaltenden Bemühung, örtlichen Irakern dabei zu helfen, sich der Stätte bewusst zu werden sowie das Bewusstsein für Denkmalpflege zu fördern.
Im Mai 2008 war es irakischen Archäologen zum ersten Mal seit dem Zweiten Golfkrieg möglich, die Gebiete zu besichtigen. Während einige Stellen Schutz vor der Witterung benötigten, waren große Teile unausgegraben und somit vor Grabräubern geschützt.
Am 20. Januar 2016 berichteten englischsprachige Medien, dass die Terrororganisation Islamischer Staat das Kloster bereits im Herbst 2014 zerstört habe.